# Ai no Tane
Ai no Tane (愛の種) è un brano musicale del gruppo femminile giapponese Morning Musume, pubblicato nel 1997 come singolo estratto dall'album First Time.

## Tracce
1. Ai no Tane (愛の種) – 4:13